# Fahid Ben Khalfallah
Fahid Ben Khalfallah (ur. 9 października 1982 w Péronne) – tunezyjski piłkarz występujący na pozycji pomocnika w Nunawading City FC.

## Kariera klubowa
Ben Khalfallah zawodową karierę rozpoczynał w 2001 roku w klubie drugoligowym Amiens SC. W Ligue 2 zadebiutował 28 lipca 2001 w przegranym 0:1 meczu z AS Beauvais. W Amiens spędził 4 sezony. W tym czasie rozegrał tam 82 ligowe spotkania i zdobył 4 bramki. W 2005 roku przeszedł do innego drugoligowego zespołu – Stade Lavallois. W 2006 roku spadł z nim do Championnat National. W Lavallois grał jeszcze przez rok.
W 2007 roku odszedł do drugoligowego Angers SCO. W ciągu roku zagrał tam w 35 ligowych meczach i strzelił 5 goli. W 2008 roku podpisał kontrakt z pierwszoligowym SM Caen. W Ligue 1 pierwszy mecz zaliczył 16 sierpnia 2008 przeciwko Valenciennes FC (3:1). 13 września 2008 w wygranym 2:0 spotkaniu z AS Saint-Étienne strzelił pierwszego gola w trakcie gry w ekstraklasie. W 2009 roku spadł z klubem do Ligue 2. Wówczas odszedł z Caen.
Latem 2009 został graczem pierwszoligowego Valencienens FC. W jego barwach zadebiutował 8 sierpnia 2009 w przegranym 1:3 ligowym meczu z AS Nancy.
W 2010 przeszedł do Girondins Bordeaux. W barwach Bordeaux zadebiutował 29 sierpnia w meczu z Olympique Marsylią. Swojego pierwszego gola w Bordeaux zdobył podczas zremisowanego meczu z AS Saint-Étienne.
| Sezon   | Klub                 | Kraj      | Rozgrywki      | Mecze | Bramki | Rozgrywki kontynentalne | Mecze | Bramki |
| ------- | -------------------- | --------- | -------------- | ----- | ------ | ----------------------- | ----- | ------ |
| 2001/02 | Amiens SC            | Francja   | Ligue 2        | 24    | 2      | –                       | –     | –      |
| 2002/03 | Amiens SC            | Francja   | Ligue 2        | 11    | 0      | –                       | –     | –      |
| 2003/04 | Amiens SC            | Francja   | Ligue 2        | 33    | 1      | –                       | –     | –      |
| 2004/05 | Amiens SC            | Francja   | Ligue 2        | 14    | 1      | –                       | –     | –      |
| 2005/06 | Stade Lavallois      | Francja   | Ligue 2        | 36    | 4      | –                       | –     | –      |
| 2006/07 | Stade Lavallois      | Francja   | National       | 37    | 9      | –                       | –     | –      |
| 2007/08 | Angers SCO           | Francja   | Ligue 2        | 33    | 5      | –                       | –     | –      |
| 2008/09 | Angers SCO           | Francja   | Ligue 2        | 2     | 0      | –                       | –     | –      |
| 2008/09 | SM Caen              | Francja   | Ligue 1        | 30    | 2      | –                       | –     | –      |
| 2009/10 | Valenciennes FC      | Francja   | Ligue 1        | 36    | 7      | –                       | –     | –      |
| 2010/11 | Valenciennes FC      | Francja   | Ligue 1        | 3     | 0      | –                       | –     | –      |
| 2010/11 | Girondins Bordeaux   | Francja   | Ligue 1        | 32    | 1      | –                       | –     | –      |
| 2011/12 | Girondins Bordeaux   | Francja   | Ligue 1        | 15    | 0      | –                       | –     | –      |
| 2012/13 | Girondins Bordeaux   | Francja   | Ligue 1        | 26    | 0      | Liga Europy             | 6     | 0      |
| 2013/14 | Girondins Bordeaux   | Francja   | Ligue 1        | 3     | 0      | Liga Europy             | 3     | 0      |
| 2013/14 | Troyes AC            | Francja   | Ligue 2        | 15    | 1      | –                       | –     | –      |
| 2014/15 | Melbourne Victory FC | Australia | A-League       | 25    | 5      | –                       | –     | –      |
| 2015/16 | Melbourne Victory FC | Australia | A-League       | 26    | 5      | Liga Mistrzów           | 0     | 0      |
| 2016/17 | Melbourne Victory FC | Australia | A-League       | 21    | 2      | –                       | –     | –      |
| 2017/18 | Brisbane Roar FC     | Australia | A-League       | 23    | 1      | Liga Mistrzów           | 1     | 0      |
| 2018    | Nunawading City FC   | Australia | NPL Victoria 2 | 13    | 1      | –                       | –     | –      |
| 2019    | Nunawading City FC   | Australia | NPL Victoria 2 |       |        | –                       | –     | –      |

## Kariera reprezentacyjna
W reprezentacji Tunezji Ben Khalfallah zadebiutował 6 września 2008 w zremisowanym 0:0 meczu eliminacji Mistrzostw Świata 2010 z Burkina Faso. 11 października 2008 w wygranym 5:0 spotkaniu eliminacji mundialu 2010 z Seszelami strzelił pierwszego gola w trakcie gry w kadrze.